# Баскская пелота на летних Олимпийских играх 1900
Соревнование по баскской пелоте (разновидность пелоты) на II летних Олимпийских играх прошли 14 июня. В нём участвовало четыре спортсмена, представляющих две страны. Французская команда снялась из-за разногласий по правилам, и чемпионом была объявлена испанская команда. Эта медаль была признана МОК только в 2004 году.
Это единственное соревнование по баскской пелоте на летних Олимпийских играх, хотя Игры 1924, 1968 и 1992 включали этот вид спорта в качестве демонстрационного.

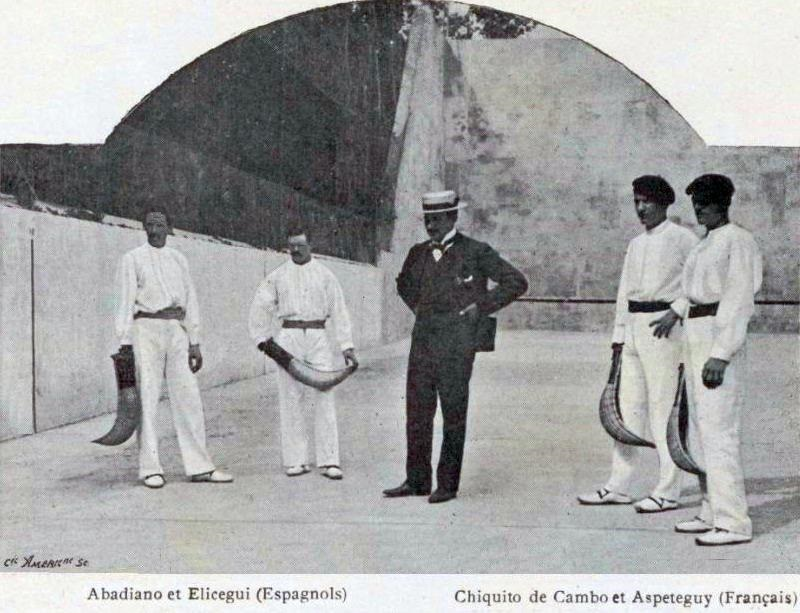
На ОИ 1900 года

## Медали
(Жирным выделено самое большое количество медалей в своей категории; принимающая страна также выделена)
| Общее количество медалей |         |        |         |        |       |
| Место                    | Страна  | Золото | Серебро | Бронза | Всего |
| 1                        | Испания | 1      | 0       | 0      | 1     |

## Соревнование

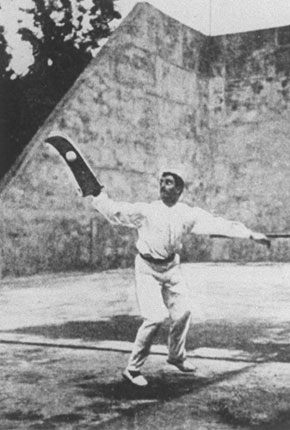
Баскская пелота на Играх

В этом виде спорта прошёл всего один матч между двумя сборными — Испанией и Францией, который выиграли испанцы с неизвестным счётом.
| Победитель | Счёт | Проигравший |
| ---------- | ---- | ----------- |
| Испания    | ?    | Франция     |

## Составы команд
В соревнованиях приняло участие только четыре спортсмена из двух стран:
- Испания
  - Хосе де Амесола
  - Франсиско Вильота
- Франция
  - Морис Дуркуэтти
  - Эчегарай